# Casemiro
Carlos Henrique Casimiro (São José dos Campos, 23 de fevereiro de 1992), mais conhecido como Casemiro, é um futebolista brasileiro que atua como volante. Atualmente defende o Manchester United.
Formado nas categorias de base do São Paulo, pelo qual marcou 11 gols em 111 partidas oficiais, foi contratado pelo Real Madrid em 2013, onde inicialmente chegou para defender o Castilla (time B). Emprestado ao Porto na temporada 2014–15, Casemiro teve boas atuações pelos Dragões, o que fez o Real Madrid solicitar o seu retorno para atuar na equipe principal. Pelo clube espanhol, o brasileiro viveu seu auge e conquistou cinco títulos da Liga dos Campeões da UEFA, três da La Liga, um da Copa do Rei e três da Copa do Mundo de Clubes da FIFA, sendo um dos atletas mais vitoriosos da história do Real Madrid. Casemiro deixou o clube merengue em agosto de 2022, assinando com o Manchester United. Ele é amplamente considerado um dos melhores volantes do mundo e de sua geração.
No cenário internacional, Casemiro fez sua estreia pela Seleção Brasileira em 2011. Após firmar-se com a camisa verde e amarela, disputou a Copa América de 2015, a Copa América Centenário e sagrou-se campeão da Copa América de 2019. Além disso, participou de duas edições da Copa do Mundo: 2018 e 2022.

## Carreira

### São Paulo

#### Início
O volante iniciou a carreira sendo conhecido como "Carlão", seu nome no aumentativo. Revelado nas categorias de base do São Paulo, Casemiro ingressou no clube aos onze anos, vindo da escolinha de futebol Moreira, em São José dos Campos. Em seguida, quando passou a ser chamado de "Casimiro" (escrita correta do seu sobrenome), tornou-se uma das promessas do CFA de Cotia, tendo sido convocado várias vezes para a Seleção Brasileira de base, incluindo o Mundial Sub-17 de 2009. O jogador chamou a atenção do clube e da mídia após reprovar o pedido do seu empresário Giuliano Bertolucci para entrar em litígio com o São Paulo e conseguir sua liberação do clube.

#### Profissional
Após ter boas atuações em três jogos-treino da equipe profissional durante a Copa do Mundo FIFA de 2010, o então técnico Ricardo Gomes promoveu-o para a equipe principal do São Paulo.
Casemiro realizou sua estreia pelo Tricolor no dia 25 de julho, num clássico contra o Santos, realizado na Vila Belmiro, que acabou com a derrota do São Paulo recheado de reservas, pois estava poupando o time titular para a partida contra o Internacional pela Libertadores. O volante marcou seu primeiro gol como profissional no dia 15 de agosto, contra o Cruzeiro, num empate por 2–2 válido pela 14ª rodada do Campeonato Brasileiro.
Em 2012, seu melhor ano pelo São Paulo, Casemiro atuou em 50 partidas e marcou três gols. Apesar de não ser titular absoluto da equipe, sagrou-se campeão da Copa Sul-Americana.
Encerrou sua passagem pelo tricolor paulista em janeiro de 2013. No total, o volante atuou em 111 partidas e marcou 11 gols.

### Real Madrid

#### Castilla
No dia 31 de janeiro de 2013, foi emprestado pelo São Paulo para o time B do Real Madrid, o Real Madrid Castilla, até o final da temporada, com opção de compra. Em 5 de fevereiro foi anunciada a "promoção" de Casemiro ao time principal do Real Madrid. No entanto, mesmo inscrito na segunda fase da Liga dos Campeões da UEFA, continuou atuando pelo Castilla.
O volante fez sua estreia como titular pelo Castilla no dia 16 de fevereiro, na derrota por 3–1 contra o Sabadell, sendo substituído aos 57 minutos de jogo. Apesar do resultado negativo, recebeu elogios do seu treinador.

#### Promovido com Mourinho
Inicialmente contratado para atuar apenas pelo Castilla, Casemiro foi promovido à equipe principal através de José Mourinho, quando não somente foi relacionado para a partida diante do Betis, em 19 de abril de 2013, como também jogou como titular, utilizando a camisa número 38. Dessa maneira, o volante tornou-se o 22.º brasileiro a atuar pelos Merengues.

#### Definitivo do Real Madrid
Em 10 de junho de 2013, após menos de cinco meses, Casemiro convenceu a diretoria e foi adquirido em definitivo pelo Real Madrid, assinando um vínculo de quatro temporadas com os madrilenhos. O valor da negociação, contudo, não foi divulgado.
Marcou seu primeiro gol pelo Madrid em um amistoso de pré-temporada contra o Bournemouth, em 21 de julho de 2013.

### Porto
Em 19 de julho de 2014, o Real Madrid anunciou o empréstimo de Casemiro por uma temporada ao Porto. No caso de o Porto decidir comprar o jogador, o Real Madrid teria a opção de recompra.
Após uma ótima temporada nos Dragões, Casemiro retornou ao Real Madrid e encerrou sua passagem por Portugal. No total, atuou em 41 jogos, marcou quatro gols e deu três assistências.

### Retorno ao Real Madrid

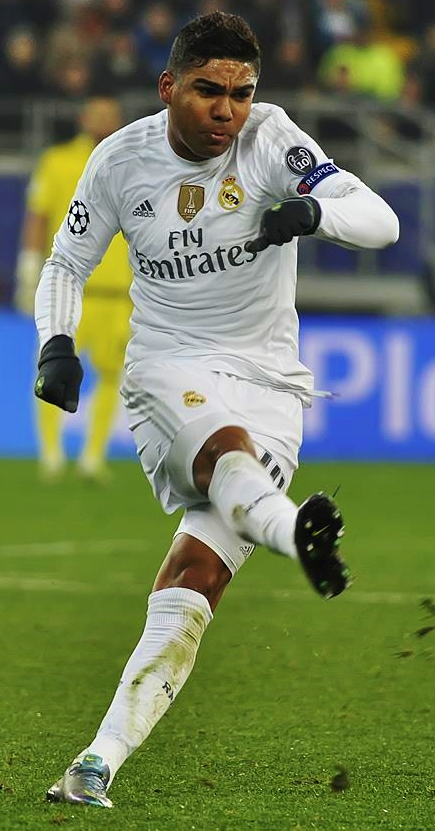
Casemiro no Real Madrid em 2015

Em 5 de junho de 2015, o Real Madrid anunciou o retorno do jogador. O Porto decidira pagar os 15 milhões de euros para ficar com o jogador em definitivo, conforme o contrato, mas o Real Madrid pagou 7,5 milhões de euros e exerceu assim sua opção de recompra, mantendo o jogador em Madri.
Desde a volta de Casemiro ao Real, ele tornou-se peça fundamental no esquema tático dos Blancos. Com a chegada do treinador Zinédine Zidane, isso ficou ainda mais evidente, sendo considerado o equilíbrio da equipe e um jogador insubstituível.
Em 3 de junho de 2017, Casemiro conquistou a sua terceira Liga dos Campeões da UEFA pelo Real Madrid, anotando um dos gols da goleada por 4–1 sobre a Juventus, na final.
Casemiro conquistou novamente a Liga dos Campeões da UEFA no dia 26 de maio de 2018, com uma boa atuação na final, que terminou com vitória por 3–1 sobre o Liverpool.
Em nota no site oficial, o Real Madrid anunciou no dia 19 de agosto de 2022 que Casemiro foi negociado com o Manchester United. O brasileiro encerrou sua passagem pelo Real Madrid com 18 títulos: cinco Liga dos Campeões da UEFA, três Mundiais de Clubes, três Supercopas da Europa, três Campeonatos Espanhóis, uma Copa do Rei e três Supercopas de Espanha. No total, o volante atuou em 336 partidas, marcou 31 gols e distribuiu 29 assistências.

### Manchester United

#### 2022–23
Foi anunciado oficialmente pelo Manchester United no dia 19 de agosto de 2022, sendo contratado por cerca de 60 milhões de euros (312 milhões de reais). O brasileiro assinou contrato com duração de cinco anos, até 2027. Estreou pelo United no dia 27 de agosto, na vitória de 1–0 contra o Southampton, fora de casa, válida pela Premier League. Realizou seu primeiro derby contra o Manchester City no dia 2 de outubro, em jogo válido pela Premier League. Na ocasião, Casemiro começou no banco de reservas e entrou no segundo tempo, no lugar de Scott McTominay, mas não conseguiu impedir a goleada sofrida por 6–3. Marcou seu primeiro gol pelos Diabos Vermelhos no dia 22 de outubro, em um empate de 1–1 contra o Chelsea, em Londres, válido pela Premier League.
O volante teve grande atuação no dia 28 de janeiro de 2023, dessa vez pela Copa da Inglaterra. Titular e destaque na vitória por 3–1 contra o Reading, em jogo realizado no Old Trafford, Casemiro marcou os dois primeiros gols e ainda viu Fred fazer o terceiro. Já no dia 4 de fevereiro, o brasileiro foi expulso após agredir o volante Will Hughes, do Crystal Palace, na vitória por 2–1 válida pela Premier League. Casemiro já havia sido expulso três vezes na carreira, mas todas com dois cartões amarelos; essa foi a primeira vez com cartão vermelho direto em 13 temporadas.
Conquistou seu primeiro título pelo United no dia 26 de fevereiro, quando seu time venceu o Newcastle por 2–0 e sagrou-se campeão da Copa da Liga Inglesa. Na ocasião, o volante abriu o placar no primeiro tempo, realizou uma grande partida e contribuiu para a vitória dos Diabos Vermelhos.

#### 2023–24
Seu primeiro destaque na temporada foi no dia 20 de setembro, quando marcou dois gols contra o Bayern de Munique, pela Liga dos Campeões. Apesar da boa atuação de Casemiro no Old Trafford, sua equipe saiu derrotada por 4–3, em jogo válido pela 1ª rodada da fase de grupos.
O decorrer na temporada foi muito irregular para o brasileiro, com suas performances sendo muito criticadas pela mídia. Dessa forma, o jogador ficou de fora da convocação para Copa América de 2024. Na reta final da temporada, ainda teve de atuar como zagueiro em algumas partidas, já que todos os defensores do Manchester United estavam lesionados. Assim, Casemiro foi o escolhido pelo treinador Erik ten Hag para formar a dupla de zaga ao lado de Jonny Evans.
Por conta de suas atuações abaixo da média, o clube inglês colocou o jogador como negociável para a próxima temporada. Com Casemiro tendo um dos salários mais altos dos Red Devils, sua permanência era muito ameaçada com a possível demissão de Ten Hag, já que o treinador era um defensor de seu futebol. Desse modo, clubes da Arábia Saudita sondaram o jogador antes mesmo do fim da temporada.

#### 2024–25
Em 24 de novembro, na 12ª rodada da Premier League, Ipswich e Manchester United empataram em 1–1 no Portman Road. Este jogo marcou a estreia de Ruben Amorim como técnico dos Red Devils e o 100º jogo de Casemiro com a camisa do United.

## Seleção Nacional

### Base
Pela Seleção Brasileira Sub-17, Casemiro, na época conhecido como Carlão, disputou a Copa do Mundo Sub-17 de 2009.
Dois anos depois, em 2011, com a Seleção Brasileira Sub-20, Casemiro conquistou o Sul-Americano Sub-20 e a Copa do Mundo Sub-20 de 2011.

### Principal
Em 5 de setembro de 2011, Casemiro foi convocado por Mano Menezes para o Superclássico das Américas, estreando, assim, pela Seleção Brasileira principal no dia 14 de setembro, contra a Argentina.

#### Copa América de 2015 e 2016
O volante foi convocado por Dunga para a Copa América de 2015, mas não atuou em nenhuma partida na competição.
Em 5 de maio de 2016, foi convocado para a Copa América Centenário, dessa vez como titular.

#### "Era Tite" e Copa do Mundo de 2018

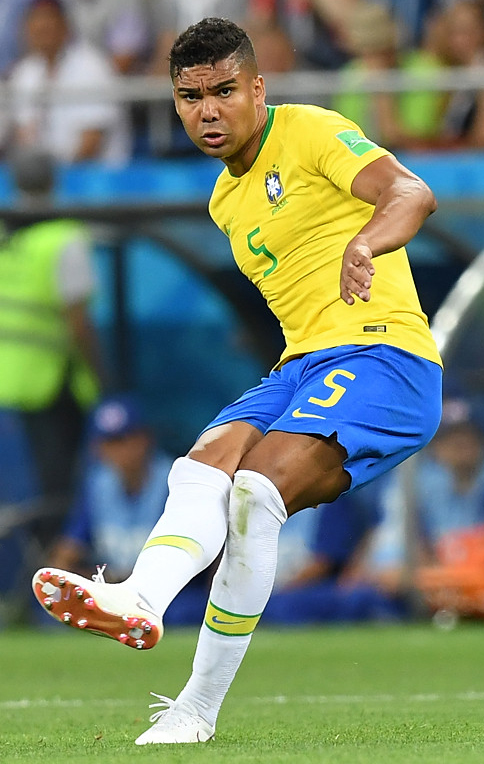
Casemiro em partida pela Copa do Mundo de 2018

Com a chegada de Tite, Casemiro firmou-se como titular absoluto durante as Eliminatórias da Copa do Mundo de 2018. No dia 14 de maio de 2018, esteve na lista dos 23 convocados para a Copa do Mundo. Sua estreia na competição aconteceu em 17 de junho de 2018, jogando 60 minutos no empate por 1–1 contra a Suíça, pela 1ª rodada do Grupo E. Titular durante todo o torneio, Casemiro, por suspensão, não atuou na eliminação da Seleção contra a Bélgica, nas quartas de final.

#### Copa América de 2019
Em 17 de maio de 2019, Casemiro foi convocado para a Copa América de 2019. Na terceira rodada, na Arena Corinthians, contra o Peru, Casemiro marcou seu primeiro gol pela Seleção para abrir uma goleada por 5–0; porém, nessa mesma partida, acabou sendo suspenso para a disputa das quartas de final. O volante atuou durante os 90 minutos na final contra o Peru, sagrando-se campeão da competição após o triunfo por 3–1.

#### Copa do Mundo de 2022
Presente na lista de 26 convocados por Tite no dia 7 de novembro, Casemiro foi chamado para a sua segunda Copa do Mundo FIFA consecutiva. O volante teve boa atuação no dia 24 de novembro, na estreia contra a Sérvia, onde foi titular e chegou a finalizar uma bola na trave. Com dois gols de Richarlison, os brasileiros venceram os sérvios por 2–0, em duelo válido pela primeira rodada do Grupo G. Já no segundo jogo, contra a Suíça, Casemiro marcou o seu primeiro gol em Mundiais para garantir a vitória do Brasil por 1–0.

## Vida pessoal
O nome do jogador é Carlos Henrique Casimiro, mas o mesmo é conhecido como Casemiro por conta de uma superstição.
| “ | O meu nome é Casimiro, com ‘i’. Mas num jogo que fiz pelo São Paulo eles enganaram-se e escreveram com ‘e’. Joguei muito bem nesse jogo e, como sou uma pessoa supersticiosa, disse-lhes para manter o nome porque as coisas estavam a correr bem. Foi um erro cometido num jogo. O nome pegou e ficou. | ” |

## Estatísticas

### Clubes
Abaixo estão listados todos os jogos, gols e assistências do futebolista por clubes
| Clube                | Temporada         | Campeonato nacional | Campeonato nacional | Campeonato nacional | Copas nacionais[a] | Copas nacionais[a] | Copas nacionais[a] | Competições continentais[b] | Competições continentais[b] | Competições continentais[b] | Outros torneios[c] | Outros torneios[c] | Outros torneios[c] | Total | Total | Total   |
| Clube                | Temporada         | Jogos               | Gols                | Assist.             | Jogos              | Gols               | Assist.            | Jogos                       | Gols                        | Assist.                     | Jogos              | Gols               | Assist.            | Jogos | Gols  | Assist. |
| -------------------- | ----------------- | ------------------- | ------------------- | ------------------- | ------------------ | ------------------ | ------------------ | --------------------------- | --------------------------- | --------------------------- | ------------------ | ------------------ | ------------------ | ----- | ----- | ------- |
| São Paulo            | 2010              | 18                  | 2                   | 1                   | —                  | —                  | —                  | —                           | —                           | —                           | —                  | —                  | —                  | 18    | 2     | 1       |
| São Paulo            | 2011              | 21                  | 4                   | 5                   | 5                  | 1                  | 0                  | 2                           | 0                           | 1                           | 12                 | 1                  | 0                  | 40    | 6     | 6       |
| São Paulo            | 2012              | 22                  | 0                   | 1                   | 9                  | 1                  | 0                  | 1                           | 0                           | 0                           | 18                 | 2                  | 0                  | 50    | 3     | 1       |
| São Paulo            | 2013              | —                   | —                   | —                   | —                  | —                  | —                  | 2                           | 0                           | 0                           | 1                  | 0                  | 0                  | 3     | 0     | 0       |
| São Paulo            | Total             | 61                  | 6                   | 7                   | 14                 | 2                  | 0                  | 5                           | 0                           | 1                           | 31                 | 3                  | 0                  | 111   | 11    | 8       |
| Real Madrid Castilla | 2012–13           | 15                  | 1                   | 0                   | —                  | —                  | —                  | —                           | —                           | —                           | —                  | —                  | —                  | 15    | 1     | 0       |
| Real Madrid Castilla | Total             | 15                  | 1                   | 0                   | —                  | —                  | —                  | —                           | —                           | —                           | —                  | —                  | —                  | 15    | 1     | 0       |
| Real Madrid          | 2012–13           | 1                   | 0                   | 0                   | —                  | —                  | —                  | —                           | —                           | —                           | —                  | —                  | —                  | 1     | 0     | 0       |
| Real Madrid          | 2013–14           | 12                  | 0                   | 1                   | 7                  | 0                  | 0                  | 6                           | 0                           | 0                           | —                  | —                  | —                  | 25    | 0     | 1       |
| Real Madrid          | 2015–16           | 23                  | 1                   | 3                   | 1                  | 0                  | 1                  | 11                          | 0                           | 0                           | 1                  | 0                  | 0                  | 36    | 1     | 4       |
| Real Madrid          | 2016–17           | 25                  | 4                   | 0                   | 5                  | 0                  | 2                  | 9                           | 2                           | 2                           | 4                  | 0                  | 0                  | 43    | 6     | 4       |
| Real Madrid          | 2017–18           | 30                  | 5                   | 3                   | 1                  | 0                  | 0                  | 12                          | 1                           | 0                           | 4                  | 1                  | 0                  | 47    | 7     | 3       |
| Real Madrid          | 2018–19           | 29                  | 3                   | 1                   | 5                  | 0                  | 0                  | 6                           | 1                           | 0                           | 2                  | 0                  | 0                  | 42    | 4     | 1       |
| Real Madrid          | 2019–20           | 35                  | 4                   | 3                   | 1                  | 0                  | 1                  | 8                           | 1                           | 1                           | 2                  | 0                  | 0                  | 46    | 5     | 5       |
| Real Madrid          | 2020–21           | 34                  | 6                   | 4                   | 1                  | 0                  | 0                  | 10                          | 1                           | 1                           | 1                  | 0                  | 1                  | 46    | 7     | 6       |
| Real Madrid          | 2021–22           | 32                  | 1                   | 4                   | 3                  | 0                  | 0                  | 11                          | 0                           | 0                           | 2                  | 0                  | 0                  | 48    | 1     | 4       |
| Real Madrid          | 2022–23           | 1                   | 0                   | 0                   | —                  | —                  | —                  | —                           | —                           | —                           | 1                  | 0                  | 1                  | 2     | 0     | 1       |
| Real Madrid          | Total             | 222                 | 24                  | 19                  | 24                 | 0                  | 4                  | 73                          | 6                           | 4                           | 17                 | 1                  | 2                  | 336   | 31    | 29      |
| Porto                | 2014–15           | 28                  | 3                   | 2                   | 3                  | 0                  | 0                  | 10                          | 1                           | 1                           | —                  | —                  | —                  | 41    | 4     | 3       |
| Porto                | Total             | 28                  | 3                   | 2                   | 3                  | 0                  | 0                  | 10                          | 1                           | 1                           | —                  | —                  | —                  | 41    | 4     | 3       |
| Manchester United    | 2022–23           | 28                  | 4                   | 3                   | 11                 | 3                  | 3                  | 12                          | 0                           | 1                           | —                  | —                  | —                  | 51    | 7     | 6       |
| Manchester United    | 2023–24           | 25                  | 1                   | 2                   | 5                  | 2                  | 1                  | 2                           | 2                           | 0                           | —                  | —                  | —                  | 32    | 5     | 3       |
| Manchester United    | Total             | 53                  | 5                   | 5                   | 16                 | 5                  | 4                  | 14                          | 2                           | 1                           | —                  | —                  | —                  | 83    | 12    | 9       |
| Total na carreira    | Total na carreira | 379                 | 39                  | 33                  | 57                 | 7                  | 7                  | 102                         | 9                           | 7                           | 48                 | 4                  | 2                  | 586   | 59    | 49      |

- a. ^ Jogos da Copa do Brasil, Taça de Portugal, Taça da Liga, Copa del Rey, Copa da Liga Inglesa e Copa da Inglaterra
- b. ^ Jogos da Copa Sul-Americana, Copa Libertadores, Liga dos Campeões da UEFA e Liga Europa
- c. ^ Jogos do Campeonato Paulista, Mundial de Clubes, Supercopa da UEFA e Supercopa da Espanha

### Seleção Brasileira
Abaixo estão listados todos os jogos, gols e assistências do futebolista pela Seleção Brasileira, desde as categorias de base
Seleção Sub–17
| Ano               | Campeonato Mundial | Campeonato Mundial | Campeonato Mundial |
| Ano               | Jogos              | Gols               | Assist.            |
| ----------------- | ------------------ | ------------------ | ------------------ |
| 2009              | 2                  | 0                  | 0                  |
| Total na carreira | 2                  | 0                  | 0                  |

Seleção Sub–20
| Ano               | Campeonato Mundial | Campeonato Mundial | Campeonato Mundial | Campeonato Sul–Americano | Campeonato Sul–Americano | Campeonato Sul–Americano | Total | Total | Total   |
| Ano               | Jogos              | Gols               | Assist.            | Jogos                    | Gols                     | Assist.                  | Jogos | Gols  | Assist. |
| ----------------- | ------------------ | ------------------ | ------------------ | ------------------------ | ------------------------ | ------------------------ | ----- | ----- | ------- |
| 2011              | 7                  | 0                  | 0                  | 8                        | 3                        | 0                        | 15    | 3     | 0       |
| Total na carreira | 7                  | 0                  | 0                  | 8                        | 3                        | 0                        | 15    | 3     | 0       |

Seleção principal
| Ano               | Copa do Mundo | Copa do Mundo | Copa do Mundo | Copa América | Copa América | Copa América | Qualificação Mundial | Qualificação Mundial | Qualificação Mundial | Amistosos | Amistosos | Amistosos | Total | Total | Total   |
| Ano               | Jogos         | Gols          | Assist.       | Jogos        | Gols         | Assist.      | Jogos                | Gols                 | Assist.              | Jogos     | Gols      | Assist.   | Jogos | Gols  | Assist. |
| ----------------- | ------------- | ------------- | ------------- | ------------ | ------------ | ------------ | -------------------- | -------------------- | -------------------- | --------- | --------- | --------- | ----- | ----- | ------- |
| 2011              | —             | —             | —             | —            | —            | —            | —                    | —                    | —                    | 1         | 0         | 0         | 1     | 0     | 0       |
| 2012              | —             | —             | —             | —            | —            | —            | —                    | —                    | —                    | 4         | 0         | 0         | 4     | 0     | 0       |
| 2014              | —             | —             | —             | —            | —            | —            | —                    | —                    | —                    | 2         | 0         | 0         | 2     | 0     | 0       |
| 2015              | —             | —             | —             | —            | —            | —            | —                    | —                    | —                    | 2         | 0         | 0         | 2     | 0     | 0       |
| 2016              | —             | —             | —             | 2            | 0            | 0            | 2                    | 0                    | 0                    | —         | —         | —         | 4     | 0     | 0       |
| 2017              | —             | —             | —             | —            | —            | —            | 5                    | 0                    | 0                    | 2         | 0         | 0         | 7     | 0     | 0       |
| 2018              | 4             | 0             | 0             | —            | —            | —            | —                    | —                    | —                    | 8         | 0         | 1         | 12    | 0     | 1       |
| 2019              | —             | —             | —             | 5            | 1            | 0            | —                    | —                    | —                    | 9         | 2         | 1         | 14    | 3     | 1       |
| 2020              | —             | —             | —             | —            | —            | —            | 2                    | 0                    | 0                    | —         | —         | —         | 2     | 0     | 0       |
| 2021              | —             | —             | —             | 6            | 1            | 0            | 5                    | 0                    | 0                    | —         | —         | —         | 11    | 1     | 0       |
| 2022              | 4             | 1             | 0             | —            | —            | —            | 2                    | 1                    | 0                    | 4         | 0         | 1         | 10    | 2     | 1       |
| 2023              | —             | —             | —             | —            | —            | —            | 4                    | 0                    | 0                    | 2         | 1         | 0         | 6     | 1     | 0       |
| Total na carreira | 8             | 1             | 0             | 13           | 2            | 0            | 20                   | 1                    | 0                    | 34        | 3         | 3         | 75    | 7     | 3       |

### Jogos pela Seleção
Expanda a caixa de informações para conferir todos os jogos deste jogador pela sua Seleção Nacional
|      | Data                   | Local                                                      | Resultado | Adversário     | Gols | Competição                  |
| 2011 | 2011                   | 2011                                                       | 2011      | 2011           | 2011 | 2011                        |
| ---- | ---------------------- | ---------------------------------------------------------- | --------- | -------------- | ---- | --------------------------- |
| 1.   | 14 de setembro de 2011 | Estádio Mario Alberto Kempes, Córdoba, Argentina           | 0–0       | Argentina      | 0    | Superclássico das Américas  |
| 2012 |                        |                                                            |           |                |      |                             |
| 2.   | 26 de maio de 2012     | Imtech Arena, Hamburgo, Alemanha                           | 3–1       | Dinamarca      | 0    | Amistoso                    |
| 3.   | 30 de maio de 2012     | FedEx Field, Washington, Estados Unidos                    | 4–1       | Estados Unidos | 0    | Amistoso                    |
| 4.   | 3 de junho de 2012     | AT&T Stadium, Texas, Estados Unidos                        | 0–2       | México         | 0    | Amistoso                    |
| 5.   | 9 de junho de 2012     | MetLife Stadium, Nova Jérsei, Estados Unidos               | 3–4       | Argentina      | 0    | Amistoso                    |
| 2014 |                        |                                                            |           |                |      |                             |
| 6.   | 12 de novembro de 2014 | Şükrü Saraçoğlu, Istambul, Turquia                         | 4–0       | Turquia        | 0    | Amistoso                    |
| 7.   | 18 de novembro de 2014 | Ernst-Happel-Stadion, Viena, Viena                         | 2–1       | Áustria        | 0    | Amistoso                    |
| 2015 |                        |                                                            |           |                |      |                             |
| 8.   | 7 de junho de 2015     | Allianz Parque, São Paulo, Brasil                          | 2–0       | México         | 0    | Amistoso                    |
| 9.   | 10 de junho de 2015    | Beira-Rio, Porto Alegre, Brasil                            | 1–0       | Honduras       | 0    | Amistoso                    |
| 2016 |                        |                                                            |           |                |      |                             |
| 10.  | 4 de junho de 2016     | Rose Bowl, Pasadena, Estados Unidos                        | 0–0       | Equador        | 0    | Copa América Centenário     |
| 11.  | 8 de junho de 2016     | Orlando Stadium, Orlando, Estados Unidos                   | 7–1       | Haiti          | 0    | Copa América Centenário     |
| 12.  | 1 de setembro de 2016  | Estádio Olímpico Atahualpa, Quito, Equador                 | 3–0       | Equador        | 0    | Elim. Copa do Mundo de 2018 |
| 13.  | 6 de setembro de 2016  | Arena Amazônia, Manaus, Brasil                             | 2–1       | Colômbia       | 0    | Elim. Copa do Mundo de 2018 |
| 2017 |                        |                                                            |           |                |      |                             |
| 14.  | 23 de março de 2017    | Estádio Centenario, Montevidéu, Uruguai                    | 4–1       | Uruguai        | 0    | Elim. Copa do Mundo de 2018 |
| 15.  | 28 de março de 2017    | Arena Corinthians, São Paulo, Brasil                       | 3–0       | Paraguai       | 0    | Elim. Copa do Mundo de 2018 |
| 16.  | 31 de agosto de 2017   | Arena do Grêmio, Porto Alegre, Brasil                      | 2–0       | Equador        | 0    | Elim. Copa do Mundo de 2018 |
| 17.  | 5 de outubro de 2017   | Estádio Hernando Siles, La Paz, Bolívia                    | 0–0       | Bolívia        | 0    | Elim. Copa do Mundo de 2018 |
| 18.  | 10 de outubro de 2017  | Allianz Parque, São Paulo, Brasil                          | 3–0       | Chile          | 0    | Elim. Copa do Mundo de 2018 |
| 19.  | 10 de novembro de 2017 | Stade Pierre-Mauroy, Villeneuve-d'Ascq, França             | 3–1       | Japão          | 0    | Amistoso                    |
| 20.  | 14 de novembro de 2017 | Estádio de Wembley, Londres, Inglaterra                    | 0–0       | Inglaterra     | 0    | Amistoso                    |
| 2018 |                        |                                                            |           |                |      |                             |
| 21.  | 23 de março de 2018    | Estádio Lujniki, Moscou, Rússia                            | 3–0       | Rússia         | 0    | Amistoso                    |
| 22.  | 27 de março de 2018    | Estádio Olímpico de Berlim, Berlim, Alemanha               | 1–0       | Alemanha       | 0    | Amistoso                    |
| 23.  | 3 de junho de 2018     | Anfield, Liverpool, Inglaterra                             | 2–0       | Croácia        | 0    | Amistoso                    |
| 24.  | 10 de junho de 2018    | Ernst-Happel-Stadion, Viena, Áustria                       | 3–0       | Áustria        | 0    | Amistoso                    |
| 25.  | 17 de junho de 2018    | Arena Rostov, Rostov do Don, Rússia                        | 1–1       | Suíça          | 0    | Copa do Mundo de 2018       |
| 26.  | 22 de junho de 2018    | Estádio Krestovsky, São Petersburgo, Rússia                | 2–0       | Costa Rica     | 0    | Copa do Mundo de 2018       |
| 27.  | 27 de junho de 2018    | Arena Otkrytie, Moscou, Rússia                             | 2–0       | Sérvia         | 0    | Copa do Mundo de 2018       |
| 28.  | 2 de julho de 2018     | Estádio de Samara, Samara, Rússia                          | 2–0       | México         | 0    | Copa do Mundo de 2018       |
| 29.  | 7 de setembro de 2018  | MetLife Stadium, Nova Jérsei, Estados Unidos               | 2–0       | Estados Unidos | 0    | Amistoso                    |
| 30.  | 11 de setembro de 2018 | FedEx Field, Landover, Estados Unidos                      | 5–0       | El Salvador    | 0    | Amistoso                    |
| 31.  | 12 de outubro de 2018  | Estádio Internacional Rei Fahd, Riade, Arábia Saudita      | 2–0       | Arábia Saudita | 0    | Amistoso                    |
| 32.  | 16 de outubro de 2018  | Cidade dos Esportes Rei Abdullah, Jidá, Arábia Saudita     | 1–0       | Argentina      | 0    | Amistoso                    |
| 2019 |                        |                                                            |           |                |      |                             |
| 33.  | 23 de março de 2019    | Estádio do Dragão, Porto, Portugal                         | 1–1       | Panamá         | 0    | Amistoso                    |
| 34.  | 26 de março de 2019    | Eden Arena, Praga, República Checa                         | 3–1       | Tchéquia       | 0    | Amistoso                    |
| 35.  | 5 de junho de 2019     | Estádio Mané Garrincha, Brasília, Brasil                   | 2–0       | Catar          | 0    | Amistoso                    |
| 36.  | 9 de junho de 2019     | Estádio Beira-Rio, Porto Alegre, Brasil                    | 7–0       | Honduras       | 0    | Amistoso                    |
| 37.  | 14 de junho de 2019    | Estádio do Morumbi, São Paulo, Brasil                      | 3–0       | Bolívia        | 0    | Copa América de 2019        |
| 38.  | 18 de junho de 2019    | Arena Fonte Nova, Salvador, Brasil                         | 0–0       | Venezuela      | 0    | Copa América de 2019        |
| 39.  | 22 de junho de 2019    | Arena Corinthians, São Paulo, Brasil                       | 5–0       | Peru           | 1    | Copa América de 2019        |
| 40.  | 2 de julho de 2019     | Mineirão, Belo Horizonte, Brasil                           | 2–0       | Argentina      | 0    | Copa América de 2019        |
| 41.  | 7 de julho de 2019     | Maracanã, Rio de Janeiro, Brasil                           | 3–1       | Peru           | 0    | Copa América de 2019        |
| 42.  | 6 de setembro de 2019  | Hard Rock Stadium, Miami Gardens, Estados Unidos           | 2–2       | Colômbia       | 1    | Amistoso                    |
| 43.  | 11 de setembro de 2019 | Los Angeles Memorial Coliseum, Los Angeles, Estados Unidos | 0–1       | Peru           | 0    | Amistoso                    |
| 44.  | 10 de outubro de 2019  | Estádio Nacional de Singapura, Kallang, Singapura          | 1–1       | Senegal        | 0    | Amistoso                    |
| 45.  | 13 de outubro de 2019  | Estádio Nacional de Singapura, Kallang, Singapura          | 1–1       | Nigéria        | 1    | Amistoso                    |
| 46.  | 15 de novembro de 2019 | Estádio Internacional Rei Fahd, Riade, Arábia Saudita      | 0–1       | Argentina      | 0    | Amistoso                    |
| 2020 |                        |                                                            |           |                |      |                             |
| 47.  | 9 de outubro de 2020   | Neo Química Arena, São Paulo, Brasil                       | 5–0       | Bolívia        | 0    | Elim. Copa do Mundo de 2022 |
| 48.  | 13 de outubro de 2020  | Estádio Nacional do Peru, Lima, Peru                       | 4–2       | Peru           | 0    | Elim. Copa do Mundo de 2022 |
| 2020 |                        |                                                            |           |                |      |                             |
| 49.  | 4 de junho de 2021     | Estádio Beira-Rio, Porto Alegre, Brasil                    | 2–0       | Equador        | 0    | Elim. Copa do Mundo de 2022 |
| 50.  | 8 de junho de 2021     | Estádio Defensores del Chaco, Assunção, Paraguai           | 2–0       | Paraguai       | 0    | Elim. Copa do Mundo de 2022 |

## Títulos

### Categorias de base
São Paulo
- Copa São Paulo de Futebol Júnior: 2010

### Profissional
São Paulo
- Copa Sul-Americana: 2012

Real Madrid
- Copa do Rei: 2013–14
- Liga dos Campeões da UEFA: 2013–14, 2015–16, 2016–17, 2017–18 e 2021–22
- Supercopa da UEFA: 2016, 2017 e 2022
- Copa do Mundo de Clubes da FIFA: 2016, 2017 e 2018
- La Liga: 2016–17, 2019–20 e 2021–22
- Supercopa da Espanha: 2017, 2019–20 e 2021–22

Manchester United
- Copa da Liga Inglesa: 2022–23
- Copa da Inglaterra: 2023–24

Seleção Brasileira

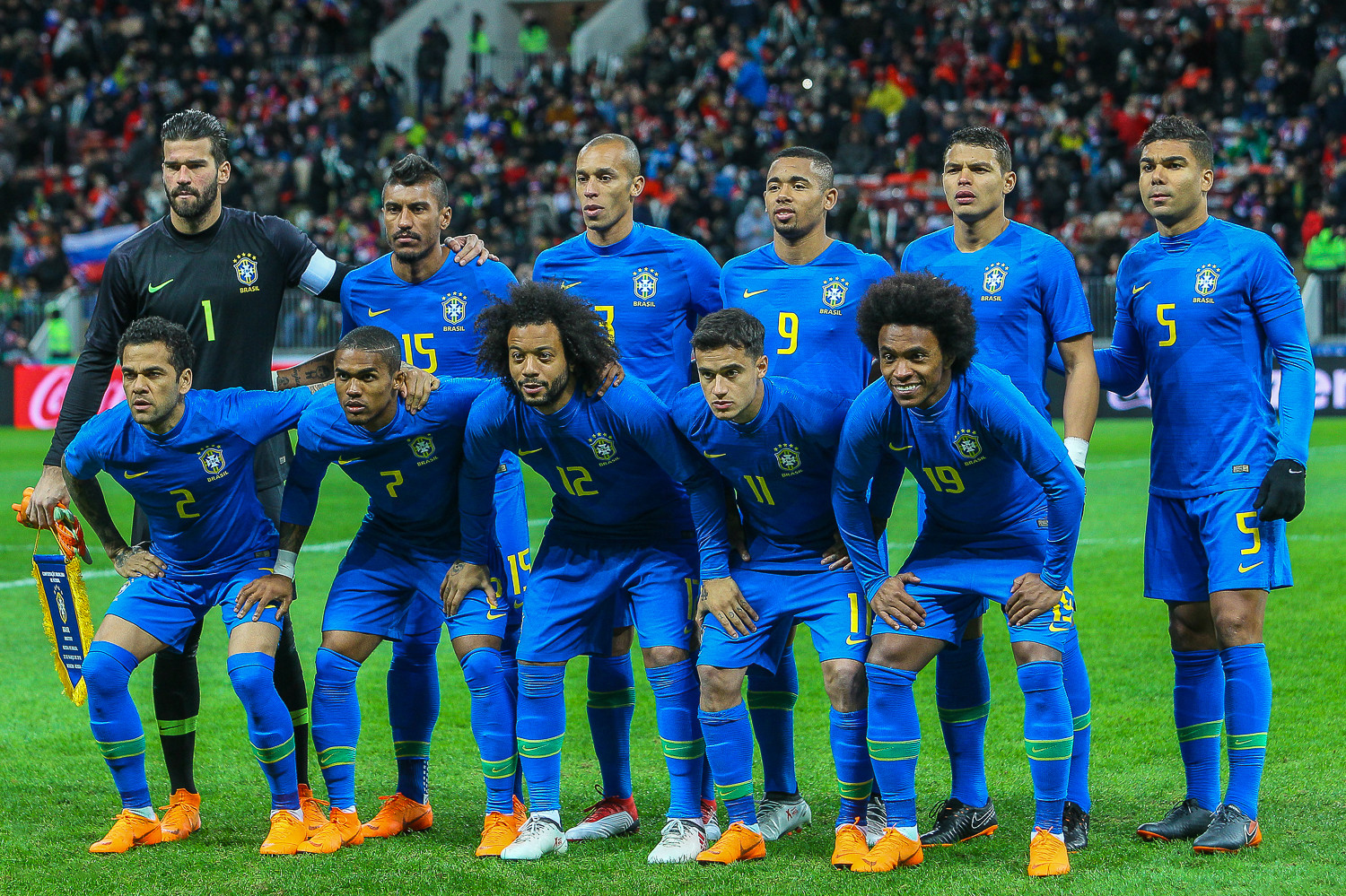
Casemiro com a Seleção Brasileira em 2018

- Campeonato Sul-Americano de Futebol Sub-17: 2009
- Campeonato Sul-Americano de Futebol Sub-20: 2011
- Copa do Mundo FIFA Sub-20: 2011
- Superclássico das Américas de 2011 e 2018
- Copa América: 2019

### Prêmios individuais
- Troféu Armando Nogueira (melhor volante do Campeonato Brasileiro de 2011)
- 53º melhor jogador do ano de 2016 (The Guardian)[56]
- Seleção da Liga dos Campeões da UEFA: 2016–17[57] e 2017–18[58]
- Seleção da La Liga: 2019–20
- Troféu EFE: 2019–20
- Equipe ideal CONMEBOL da década 2011–2020 pela IFFHS[59]
- Seleção da Copa América: 2021[60]
- Seleção do Ano da CONMEBOL pela IFFHS: 2021[61]
- Melhor jogador da Supercopa da UEFA de 2022[62]
- Indicado ao Ballon d'Or 2022: (17° lugar)
- FIFPro World XI: 2022
- Troféu Alan Hardaker: 2023
- Equipe ideal da Premier League: 2022-23[63]